# 朝吹真理子
朝吹 真理子（あさぶき まりこ、1984年12月19日 - ）は、日本の小説家。

## 経歴
東京都出身。慶應義塾幼稚舎、慶應義塾中等部、慶應義塾女子高等学校、慶應義塾大学文学部卒業。慶應義塾大学大学院文学研究科国文学専攻修士課程修了。近世歌舞伎を専攻し、修士論文のテーマは鶴屋南北。
吉増剛造を囲む会にてスピーチしたところ、それを聞いていた編集者から小説を書くよう熱心に勧められた。それをきっかけに、小説家としてのデビュー作「流跡」を『新潮』2009年10月号（新潮社）に発表、2010年、堀江敏幸の選考で第20回Bunkamuraドゥマゴ文学賞を受賞。2011年、「きことわ」（『新潮』9月号）で、第144回芥川龍之介賞（平成22年度下半期）受賞。
大学院で修士号を取得した後は、博士課程には進学せず、専業の作家として活動している。夫はコンテクストデザイナーの渡邉康太郎。

## 人物

### 趣味
小学生時代からやっている将棋とチェスが趣味。将棋については、特に名人戦や竜王戦のテレビ中継をよく見ていて、執筆の合間ではなく一日中かじりつくように見ているとのこと。さらに、受賞作の『きことわ』には「棋譜が音楽になってる。E4からはじまってステイルメイトで終わる」と、チェスの話が書かれている。
将棋の実戦や詰め将棋は苦手なため、実際に指すことはほとんどない。しかし『将棋世界』（日本将棋連盟出版部）を愛読し、『囲碁・将棋ジャーナル』（BS2）などの将棋関連番組も視聴しており、東急将棋まつりにも足を運ぶ。
広義の実験音楽を含め、広範なジャンルのコンテンポラリーな音楽を嗜む。文芸誌における日記やエッセイでも、クラシックやジャズの他に、ブライアン・イーノ、池田亮司などの電子音楽や、スーサイドや裸のラリーズなどのノイジーなロックなど、多岐にわたる趣向を披瀝している。芥川賞受賞作『きことわ』にはマニュエル・ゲッチングの『E2-E4』が登場した。

### 写真
2011年、写真家の篠山紀信の個展のためモデルを務めた。しかし、篠山が作品を「情事」と命名しようとしたことに難色を示したため、最終的に「Untitled」と命名されることとなった。そのような経緯もあり、篠山とはその後疎遠となる。篠山の個展で自身が被写体となった写真が展示されても、その会場を訪れることはなかったとされる。当時の状況について、篠山は「それ以来絶交状態」だったと語っている。しかし、この件は写真について深く考えるきっかけとなった。2012年に篠山と再会して対談した際、「あれ以来写真は一体誰に属するものなのか、自分だけど自分でないような。自分から違うところに存在している作品、についてずっと考えていた」と述べている。

### 嗜好
「好きなアイドルや俳優はいましたか?」と質問された際、十五代目片岡仁左衛門と二代目中村小山三の両名の名を挙げている。特に、中村小山三については、『東海道四谷怪談』の宅悦女房を高く評価している。

## 家族・親族
- 朝吹英二（高祖父） - 実業家
- 長岡外史（高祖父） - 陸軍軍人、政治家
- 久原房之助（高祖父） - 実業家、政治家
- 朝吹常吉（曾祖父） - 実業家
- 朝吹磯子（曽祖母）- 歌人
- 石井光次郎（曾祖父）- 官僚、政治家
- 朝吹三吉（祖父） - 文学者
- 朝吹四郎（大叔父）- 建築家
- 朝吹英一（大伯父）- 音楽家、経営者
- 朝吹登水子（大叔母） - 翻訳家
- 石井好子（大叔母） - 歌手
- 石井公一郎（大叔父）- 実業家
- 朝吹由紀子（従伯母）- 翻訳家
- 牛場潤一（再従兄）- 神経科学者
- 朝吹亮二（父） - 文学者、詩人

その他にも、縁戚関係のある人物として、福澤諭吉、中上川彦次郎、名取和作、名取洋之助、野依範治、野依良治、牛場暁夫らがいるが、ここでは親族に限定して記載した。

## 受賞歴
- 2010年 - 第20回Bunkamuraドゥマゴ文学賞（『流跡』）
- 2011年 - 第144回芥川龍之介賞（『きことわ』）[11]
- 2011年 - 第7回 VOGUE JAPAN Women of the Year[12]

## 著作

### 単行本
- 『流跡』（2010年10月 新潮社 / 2014年6月 新潮文庫 ISBN 978-4101251820）
  - 初出：『新潮』2009年10月号
- 『きことわ』（2011年1月 新潮社 / 2013年8月 新潮文庫 ISBN 978-4101251813）
  - 初出：『新潮』2010年9月号
- 『TIMELESS』（2018年6月 新潮社 / 2024年2月 新潮文庫　ISBN 978-4101251837）
- 『抽斗のなかの海』（2019年7月 中央公論新社） - エッセイ集
- 『だいちょうことばめぐり』（2021年1月 河出書房新社） - エッセイ集
  - 初出：『銀座百点』2015年1月号 -

### 単行本未収録作品
- 「家路」（『群像』2010年4月号）
- 「mameのブルゾンください」（『新潮』2019年1月号）
- 「ばばちゃんの幽霊」（『新潮』2020年6月号）

### その他の文章

#### 解説・エッセー等
- 古井由吉自撰作品第1巻 （2012年 河出書房新社）
- 庭園美術館へようこそ 旧朝香宮邸をめぐる6つの物語 （2014年 河出書房新社）
- 小冊子『たいせつな風景』21号（2015年 神奈川県立近代美術館）

- ひんやりと、甘味 おいしい文藝（2015年7月 河出書房新社）

- ふれる（『なごみ』連載 2015年1月 - 淡交社）
- きき（『ロフィシャルジャパン』連載 2015年10月 - セブン&アイ出版）
- きっとあなたは、あの本が好き。連想でつながる読書ガイド（2016年 立東舎）
- 30代作家が選ぶ太宰治（2016年 講談社文芸文庫）
- 将棋観戦記コレクション（後藤元気編 2016年 ちくま文庫）
- 文豪の朗読（2018年 朝日選書）
- 穏田のしっぽ（連載リレーコラム「Passage――街の気分と思考」多和田葉子・朝吹真理子 『新潮』2019年11月号）

#### 対談・鼎談
- 早稲田文学フリーペーパーWB vol.21町田康+朝吹真理子（2010年）
- 和子の部屋 小説家のための人生相談（阿部和重 2011年 朝日新聞出版)
- 新潮「未来から聞こえる言葉 大江健三郎/朝吹真理子」（2012年1月号 新潮社）
- 新潮 「人間の理を越えて/朝吹真理子+羽生善治」（2011年4月号 新潮社）
- 西村賢太対話集（2012年 新潮社）
- 文學界「三崎で、ひとが筒になる/いしいしんじ×朝吹真理子」（2013年12月号）
- 闘う頭脳（羽生善治 2016年 文春文庫）
- 戦後文学を読む（2016年 講談社文芸文庫）
- せいめいのはなし（福岡伸一 2014年 新潮社）
- 穂村弘の、こんなところで。（穂村弘 2016年 KADOKAWA）
- すばる「社会的な死を〝幽霊化〟する」（岡田利規 2020年 集英社）

## 演劇
- いりくちでくち（『新潮』2013年6月号）飴屋法水と共同創作）
  - 国東半島アートプロジェクト2012 アートツアー[13]

## その他

### TV出演
- 日曜美術館「マティス 幸せの色彩」（2023年6月18日、NHK Eテレ）[14]
- 日曜美術館「終わらない記憶の冒険 田名網敬一」（2024年9月1日、NHK Eテレ）[15]

### 映画
- 春の画 SHUNGA（2023年11月24日）[16]